# Майер, Виктор Александрович
Виктор Майер (нем. Viktor Maier; кирг. Виктор Александрович Майер) — немецкий и киргизский футболист, нападающий клуба «Форвертс» (Нордхорн), выступающего в шестой по уровню лиге Германии.

## Биография
Родился 16 мая 1990 года в городе Майли-Суу (Киргизская ССР). В возрасте 10 месяцев с семьёй переехал в немецкий Оснабрюк.
Начал заниматься футболом в местных клубах «Блау-Вайс Шинкель» и «Оснабрюк 1899». С 2006 года — в юношеской команде «Гамбурга», в 2008—2011 годах играл за вторую команду. Перед сезоном 2011/12 перешёл в «Шпортфройнде» Лотте, но не сыграл ни одной игры. Играл за клубы низших немецких лиг «Оснабрюк II» (2012—2013), «Хавелсе» (2013), «Меппен» (2014—2016). В сезоне 2016/17 играл в клубе Первого дивизиона Нидерландов «Эммен». С сезона 2017/18 выступал за клуб Региональной лиги «Запад» «Виденбрюк».
В составе сборной Германии до 17 лет на чемпионате Европы 2007 сыграл один матч — в игре против Греции (4:1) вышел на замену за 4 минуты до конца встречи.
В 2015 году менеджер сборной Кыргызстана Мирлан Айталы с помощью немецкого спортивного журналиста Мирона Гойхмана предложил Майеру и Люксу — немецким футболистам, рождённым в Киргизской ССР, выступать за сборную. Дебют Майера в сборной состоялся 11 июня 2015 года в гостевом матче отборочного турнира чемпионата мира 2018 против Бангладеш.